# Gesneria humilis
Gesneria humilis är en tvåhjärtbladig växtart som beskrevs av Carl von Linné. Gesneria humilis ingår i släktet Gesneria och familjen Gesneriaceae. Inga underarter finns listade i Catalogue of Life.